# Hendrik Jan Aeyelts Averink
Hendrik Jan Aeyelts Averink (Delden, 14 december 1812 - Rijssen, 4 december 1850) was een Nederlandse burgemeester

## Leven en werk
Aeyelts Averink was een zoon van de burgemeester van Delden Hendrik Jan Averink en Elisabeth Aeijelts. Hij kreeg na zijn geboorte de naam Aeijelts van zijn moeder toegevoegd. In 1843 werd Aeyelts Averink benoemd tot burgemeester van het Overijsselse Rijssen. Hij vervulde deze functie tot 1850, toen hij op 38-jarige leeftijd overleed.
Aeyelts Averink trouwde op 15 december 1841 met Gerritdiena ten Cate, dochter van een grutter in Delden, Hendrikes ten Cate, en Maria List.

### Verzet tegen belastingen
In januari 1846 braken er in Rijssen wanordelijkheden uit wegens de belasting op turf. Ramen werden bij de belastingambtenaren ingegooid. Daarop verscheen een detachement van 15 dragonders met een officier in Rijssen om de rust te herstellen. Boeren in Rijssen spraken hun vermoeden uit, dat de wanordelijkheden in scène waren gezet om de ingreep van hogerhand te rechtvaardigen. Aeyelts Averink sprak zijn bevreemding uit over de komst van de militairen.